# Nicolas Levray
Nicolas Levray est un sculpteur français du XVIIe siècle de la Marine royale, en poste à Toulon. Il était entré à l'atelier de l'arsenal de Toulon, chargé de la décoration des vaisseaux royaux ; il fut attaché au service du Roi de France Louis XIV durant une trentaine d'années. 

## Biographie
En 1639, il devient maître d'ouvrages et est nommé directeur des travaux. 
Dans les années 1640, il fit les ornements de plusieurs vaisseaux français de la Marine royale, notamment la "Reyne", le "Saint-Philippe", le "Royal Louis" d'après les plans de Charles Le Brun ; le "Brézé", la "Trompeuse" et le "Magnifique" d'après des dessins de Pierre Puget. Il reçut la collaboration précieuse de Pierre Puget, engagé par l'amiral Maillé-Brézé pour les plans d'un navire le "Brézé" et qui avait rejoint son frère Gaspard Purget à l'arsenal de Toulon. En 1645, Nicolas Levray réalisa les décorations du navire "Le Magnifique" selon le projet de Pierre Puget. 
En 1647, Nicolas Levray et ses deux collaborateurs, Gaspard et Pierre Puget, travaillèrent à l'embellissement de Toulon. Ils reçurent des commandes de fontaines, de portails et de statues. 
Dans la fin des années 1660, Nicolas Levray reçoit dans son atelier de l'arsenal de Toulon, le jeune sculpteur Jacques Bernus. En 1668, après quelques mois de formation et de fructueuses collaborations, le maître propose à son élève de devenir son successeur à l'atelier de sculpture de l'arsenal de Toulon. Jacques Bernus refusa la proposition et préféra revenir s'installer dans sa ville natale de Mazan. C'est Pierre Puget qui succédera à Nicolas Levray à la direction de l'atelier de l'arsenal de Toulon cette année-là.